# كاول ره (ماهرو)
کاول ره (بالفارسية: کاول ره) هي قرية تقع في إيران في قسم ماهرو الریفي.